# Krystyna Wróblewska (polityk)
Krystyna Małgorzata Wróblewska z domu Bała (ur. 12 lipca 1963 w Rzeszowie) – polska polityk, nauczycielka i samorządowiec, posłanka na Sejm VIII kadencji.

## Życiorys
Absolwentka Wyższej Szkoły Pedagogicznej w Rzeszowie (1987). Była członkinią Niezależnego Zrzeszenia Studentów oraz Akademickiego Związku Sportowego. Wraz z mężem prowadziła sklep na jednym z rzeszowskich osiedli. Pracowała również w tym mieście jako nauczycielka historii i wiedzy o społeczeństwie, a także jako doradca metodyczny. Działała w NSZZ „Solidarność”, w latach 90. założyła jej oddział w Szkole Podstawowej nr 4 w Rzeszowie. Od 2006 do 2007 była wizytatorem, a w 2007 zastępca dyrektora departamentu edukacji i kultury w urzędzie marszałkowskim. W tym samym roku objęła stanowisko dyrektora Podkarpackiego Centrum Edukacji Nauczycieli w Rzeszowie.
Zaangażowała się w działalność polityczną w ramach Prawa i Sprawiedliwości. W latach 2010–2014 zasiadała w radzie miejskiej Rzeszowa. Bezskutecznie startowała w wyborach do sejmiku podkarpackiego (w 2006 i 2014) oraz w wyborach parlamentarnych w 2011.
W wyborach parlamentarnych w 2015 kandydowała do Sejmu z dziesiątego miejsca na liście PiS w okręgu rzeszowskim. Została wybrana na posłankę VIII kadencji, otrzymując 9426 głosów. Bezskutecznie kandydowała w wyborach do Parlamentu Europejskiego w 2019. W wyborach krajowych w tym samym roku nie uzyskała poselskiej reelekcji. W wyborach w 2023 ponownie była kandydatką PiS do Sejmu. W 2024 kolejny raz wybrana na radną Rzeszowa.

## Życie prywatne
Zamężna z Zenonem, matka trojga dzieci.

## Odznaczenia
Odznaczona Brązowym Krzyżem Zasługi (2010) oraz Medalem Komisji Edukacji Narodowej.